# U.S. Route 81
L'U.S. Route 81 è una strada a carattere nazionale statunitense che si estende per 1963 chilometri e collega Fort Worth con il confine canadese presso Pembina.